# 密陽駅

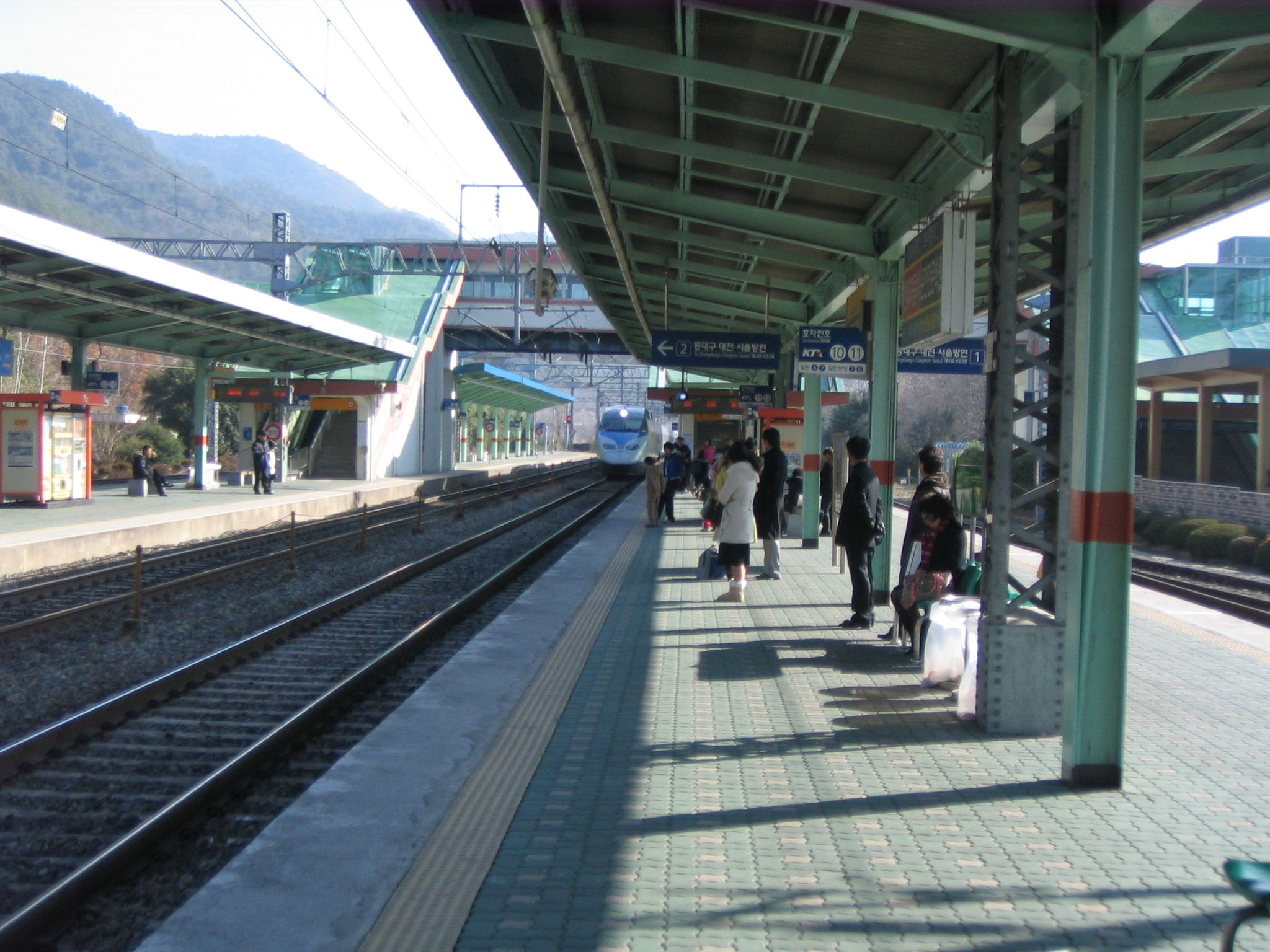
ホーム（2006年撮影）

密陽駅（ミリャンえき）は、大韓民国慶尚南道密陽市駕谷洞にある、韓国鉄道公社（KORAIL）の駅。

## 乗り入れ路線
線路名称上は京釜線のみが乗り入れているが、南に一駅先の美田信号所から美田線を介して慶全線に直通する列車が多く停車し、実質的には京釜線と慶全線の分岐駅の役割を果たしている。在来線経由KTX・ITX-セマウル・ムグンファ号が当駅に停車する。

## 歴史
- 1905年1月1日 - 開業。
- 1962年2月12日 - 火事により駅舎焼失。
- 1972年3月3日 - 5級駅に格上げ。
- 1982年12月28日 - 駅舎新築。
- 1999年5月1日 - 駅前広場整備。
- 2004年4月1日 - KTX運用開始。当駅に停車するようになる。
- 2010年11月1日 - 京釜高速線2期区間の開通により、KTX停車本数を大幅に削減。

## 駅構造
島式ホーム2面4線を有する地上駅。各ホームと駅舎は跨線橋で結ばれている。

### のりば
| 1・2 | 京釜線（上り） | 東大邱・金泉・大田・ソウル方面 |
| 3・4 | 京釜線（下り） | 三浪津・亀浦・沙上・釜山方面   |
| 3・4 | 慶全線         | 昌原・馬山・晋州方面           |

## 利用状況
| 年度別 | 年度別 | 年度別 | 利用人員 | 利用人員 | 利用人員   | 利用人員 | 利用人員 |
| 年度別 | 年度別 | 年度別 | 京釜線   | 京釜線   | 京釜線     | 京釜線   | 京釜線   |
| 年度別 | 年度別 | 年度別 | KTX      | セマウル | ムグンファ | トンイル | 合計     |
| ------ | ------ | ------ | -------- | -------- | ---------- | -------- | -------- |
| 2001年 | 下り   | 乗車   | 未開通   | 12800    | 876227     | 38761    | 927798   |
| 2001年 | 下り   | 下車   | 未開通   | 49671    | 411622     | 9774     | 471478   |
| 2001年 | 上り   | 乗車   | 未開通   | 56644    | 395985     | 10408    | 463184   |
| 2001年 | 上り   | 下車   | 未開通   | 16326    | 909822     | 27284    | 953448   |
| 2002年 | 下り   | 乗車   | 未開通   | 11755    | 785620     | 34545    | 834528   |
| 2002年 | 下り   | 下車   | 未開通   | 49062    | 388593     | 9475     | 448048   |
| 2002年 | 上り   | 乗車   | 未開通   | 55805    | 374922     | 9608     | 441045   |
| 2002年 | 上り   | 下車   | 未開通   | 18600    | 811093     | 22791    | 855167   |
| 2003年 | 下り   | 乗車   | 未開通   | 10400    | 711892     | 40491    | 762791   |
| 2003年 | 下り   | 下車   | 未開通   | 48216    | 368432     | 11721    | 428813   |
| 2003年 | 上り   | 乗車   | 未開通   | 53945    | 358212     | 11862    | 424193   |
| 2003年 | 上り   | 下車   | 未開通   | 18453    | 735400     | 32597    | 786484   |
| 2004年 | 下り   | 乗車   | 18517    | 28732    | 770127     | 12057    | 829433   |
| 2004年 | 下り   | 下車   | 164545   | 53373    | 345472     | 9120     | 572510   |
| 2004年 | 上り   | 乗車   | 173862   | 49902    | 340587     | 6245     | 570596   |
| 2004年 | 上り   | 下車   | 11626    | 42890    | 789082     | 9716     | 853314   |
| 2005年 | 下り   | 乗車   | 42633    | 22921    | 839197     | 3631     | 908182   |
| 2005年 | 下り   | 下車   | 330700   | 41294    | 342285     | 10369    | 724621   |
| 2005年 | 上り   | 乗車   | 400712   | 31811    | 360202     | 4012     | 796737   |
| 2005年 | 上り   | 下車   | 40080    | 36089    | 922161     | 14259    | 1012569  |

## 駅周辺
密陽市を代表する駅であるが、密陽市中心部とは約3km程離れている。
- 世宗高等学校
- 密州初等学校
- 礼林初等学校
- 世宗療養病院
- 駕谷洞住民センター
- 密陽警察署
- 密陽江

## 隣の駅
韓国鉄道公社
京釜線
KTX・ITX-セマウル
慶山駅 - 密陽駅 - 亀浦駅
ムグンファ号
上東駅 - 密陽駅 - 三浪津駅
慶全線直通系統
KTX・ITX-セマウル
東大邱駅 - 密陽駅 - 進永駅
ムグンファ号
上東駅 - 密陽駅 - 翰林亭駅